# Hildur Humla

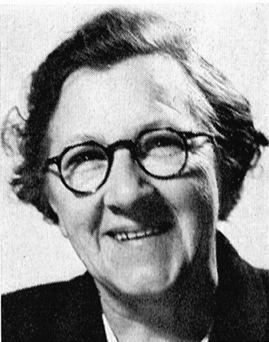
Hildur Humla

Hildur Humla (1889–1969) foi uma política sueca (Partido Social Democrata da Suécia).
Foi deputada da Segunda Câmara do Parlamento da Suécia em 1938–1952. Fundou uma casa de férias para donas de casa exaustas em 1943 e trabalhou como gerente até 1957.